# Geophilus aenariensis
Geophilus aenariensis är en mångfotingart som beskrevs av Karl Wilhelm Verhoeff 1942. Geophilus aenariensis ingår i släktet Geophilus och familjen storjordkrypare.
Artens utbredningsområde är Italien. Inga underarter finns listade i Catalogue of Life.